# Melanagromyza chaerophylli
Melanagromyza chaerophylli este o specie de muște din genul Melanagromyza, familia Agromyzidae, descrisă de Spencer în anul 1969.
Este endemică în Germania. Conform Catalogue of Life specia Melanagromyza chaerophylli nu are subspecii cunoscute.